# Hrvač (2008.)
Hrvač (eng. The Wrestler) je sportska drama Darrena Aronofskyja iz 2008. s Mickeyjem Rourkeom, Ernestom Millerom, Marisom Tomei i Evan Rachel Wood. Produkcija filma započela je u siječnju 2008. Premijerno je prikazan na Venecijanskom filmskom festivalu, gdje je osvojio Zlatnog lava. Fox Searchlight Pictures osigurao je prava na distribuciju filma u SAD-u; 17. prosinca 2008. film se počeo prikazivati u ograničenom broju kina, a u opću distribuciju krenuo 17. siječnja.
Hrvač je 21. travnja 2009. u Sjedinjenim Državama objavljen na DVD-u i Blu-ray Discu.

## Radnja
Randy "The Ram" Robinson (prabog imena Robin Ramzinski) je isluženi profesionalni hrvač iz osamdesetih koji se vikendima hrva za različite neovisne hrvačke promocije u Elizabethu u New Jerseyju zbog dodatne zarade. Nakon meča, promotor predloži reprizu njegova najslavnijeg meča u povodu 20. godišnjice, protiv Ajatolaha, koji je rasprodao Madison Square Garden. Randy pristane, nadajući se kako će mu dobro popraćen meč omogućiti povratak na vrh.
Randy odlazi kući i shvati kako mu je prikolica u kojoj živi zaključana zbog neplaćanja najamnine. Uzme lijekove protiv bolova i zaspe u svojem kombiju. Sljedećeg dana odlazi na posao, natovarajući kutije u samoposluzi. Navečer posjećuje striptiz klub u kojem radi striptizeta koja mu se sviđa, Cassidy. Nastavlja sa starim običajima koji su postali njegov ritual, uključujući uzimanje steroida. Sljedeći meč ispada brutalan jer Randy i njegov protivnik, Necro Butcher, koriste razna oružja uključujući rajsnegle, klamerice, bodljikavu žicu i staklo. Randy pretrpi razne ozljede, uključujući duboku ranu na prsima od bodljikave žice. Nakon meča mu u pomoć priskače liječnik, ali nakon toga doživi srčani udar i sruši se.
U bolnici mu ugrađuju srčanu premosnicu, a liječnik kaže Randyju kako njegovo slabo srce ne može trpiti uzimanje steroida pa čak ni hrvanje. Randy otkazuje sve nadolazeće mečeve. Suočen s vlastitom smrtnošću, rekne Cassidy za srčani udar i pokuša joj se udvarati. Ona isprva prihvati igru (objasnivši kako ima sina i planira se preseliti u Trenton), ali ubrzo odstupi zbog pravila da ne hoda s mušterijama, ostavivši Randyja samog u baru.
Na Cassidyn prijedlog, Randy posjećuje svoju otuđenu kćer, Stephanie, ali ona ga odbije rekavši mu kako je bio loš otac. U drugom posjetu Stephanie, Randy donese dar i prizna kako je bio loš otac. Dogovaraju se kako će otiči na večeru.
Nakon što je pogledao hrvački meč, Randy se napije i upusti se u seks s nepoznatom ženom u zahodu, prespavavši nakon toga cijeli dan od umora i propusti zakazani sastanak sa Stephanie. Ode do njene kuće usred noći, gdje mu ona u bijesu kaže kako joj nikad nije i neće biti otac. Randy odlazi na posao, gdje se namjerno poreže na rezalicu, počne vikati na šefa i dadne otkaz. Nazove promotora kako bi mu rekao da dogovori meč s Ajatolahom. Prije meča, iznenada dolazi Cassidy (nakon što je zbog njega dala otkaz) i ispriča se, nagovarajući ga da se ostavi hrvanja zbog zdravlja. Randy objasni kako stvarni svijet nije briga za njega i da je jedino mjesto u koje pripada ring te da su obožavatelji njegova stvarna obitelj.
Nakon toga održi emocionalni govor publici. Tijekom meča mu se pojavljuje problem sa srcem, ali on nastavlja unatoč Ajatolahovoj zabrinutosti. Primijetivši kako je Cassidy otišla, Randy prijeđe preko boli i polako se popne na stup ringa kako bi izveo svoj prepoznatljivi skok zvan "Ram Jam". U posljednjem kadru, pozdravi obožavatelje i baci se s užeta.

## Glumci
- Mickey Rourke kao Randy "The Ram" Robinson
- Marisa Tomei kao Cassidy / Pam[4]
- Evan Rachel Wood kao Stephanie Robinson
- Todd Barry kao Wayne[5]
- Ernest Miller kao Bob/"The Ayatollah"[6]

U filmu se pojavljuju i stvarni profesionalni hrvači: Necro Butcher, Nick Berk, DJ Hyde, Johnny Mangus, Whacks, Devon Moore, The Funky Samoans, Jim Powers, Kid USA, Ron Killings, Claudio Castagnoli, Romeo Roselli, John Zandig i Nigel McGuinness.  Osim toga, nekoliko lokalnih hrvača iz New Jerseyja iz Bodyslam Wrestling Organization i NWA Liberty States pojavljuje se u gomili tijekom Randyjeva meča protiv Tommyja Rottena.

## Produkcija
Hrvača je napisao bivši novinar The Oniona Robert Siegel, a producirao Protozoa Pictures redatelja Darrena Aronofskyja. Glumac Nicolas Cage se u listopadu 2007. pojavio kao izbor za ulogu Randyja "Rama" Robinsona, bivšeg hrvača. Cage je sljedećeg mjeseca napustio projekt nakon što je prisustvovao natjecanju Ring of Honor u New Yorku, a zamijenio ga je Mickey Rourke. Prema Aronofskyju, Cage se povukao jer je redatelj htio Rourkea u glavnoj ulozi. Aronofsky je izjavio da je Cage bio "pravi gospodin te je shvatio kako je moje srce s Mickeyjem i povukao se. Jako cijenim Nica Cagea kao glumca i mislim da smo mogli raditi i s njim ali... znate, Nic je toliko podržavao Mickeyja s kojim je stari prijatelj pa mu ovom prilikom htio pomoći, pa se povukao iz ove utrke." Produkcija je počela u siječnju 2008., a snimanje se odvijalo u Elizabethu, Asbury Parku, Lindenu i Rahwayu u New Jerseyju te u New Yorku. Scene su snimane i u Alhambra Areni u Philadelphiji. Afa Anoa'i, bivši profesionalni hrvač, angažiran je da istrenira Rourkea za ulogu. Anoai je doveo svoja dva glavna trenera, Jona Troskyja i Toma Farru koji su radili osam tjedana s Rourkeom. Oba trenera dobila su uloge u filmu.

## Glazba
Clint Mansell, skladatelj iz Aronofskyjevih prethodnih filmova, Pi, Rekvijem za snove i Fontana života, reprizirao je svoju ulogu i u Hrvaču. Nova pjesma Brucea Springsteena, "The Wrestler", svira u odjavnoj špici.
Pjesma "Sweet Child O'Mine" Guns N' Rosesa svira tijekom Randyjeva ulaska na kraju filma. U svojem govoru zahvale na dodjeli Zlatnih globusa, Mickey Rourke je spomenuo kako je Axl Rose donirao pjesmu besplatno.
U filmu su korištene i dvije pjesme Ratta ("Round and Round"), te "Metal Health" Quiet Riota.

## Kritike
Hrvač je naišao na odobravajuće tonove od strane kritičara. Prema 126 recenzija na Rotten Tomatoesu, 98 posto ih je pozitivno, uz prosječnu ocjenu od 8.2/10. Na Metacriticu, koji bilježi recenzije poznatih kritičara, skupljeno je 27 osvrta uz prosječnu ocjenu od 81/100. Mickey Rourke je osvojio najviše pohvala za svoju izvedbu. Alonso Duralde s MSNBC-a je rekao, "Rourkeova izvedba nadilazi puki kaskaderski casting; njegova izvedba je urlanje od bijesa za koji se čini kako dolazi iz vrlo stvarnog mjesta." Todd McCarthy iz Varietyja je rekao: "Rourke stvara galvanizirajući, humorni, duboko dirljivi portret koji je istog trenutka našao mjesto među velikim, ikonskim filmskim izvedbama." Ben Mankiewicz, iz At the Movies, rekao je: "Jednostavno rečeno, ovo je najbolji film kojeg sam gledao ove godine." Iako Hrvač tehnički nije u popisu Rogera Eberta "Najbolji filmovi", kritičar je dodao zabilješku na dnu svoje recenzije: "Hrvač je jedan od najboljih filmova godine. Nije na mojem popisu "najboljih filmova" zbog kompliciranih i dosadnih razloga."

### Top deset ljestvice
Film se pojavio na mnogim top deset ljestvicama najboljih filmova 2008. raznih kritičara.
| - 1. - Ben Mankiewicz, At the Movies - 1. - Owen Gleiberman, Entertainment Weekly - 2. - Marc Doyle, Metacritic.com - 2. - Peter Hartlaub, San Francisco Chronicle - 3. - Anthony Lane, The New Yorker - 3. - Marc Savlov, The Austin Chronicle - 4. - Ben Lyons, At the Movies - 4. - David Denby, The New Yorker - 5. - James Berardinelli, ReelViews - 5. - Mick LaSalle, San Francisco Chronicle - 6. - Ty Burr, The Boston Globe - 7. - David Ansen, Newsweek | - 7. - Ray Bennett, The Hollywood Reporter - 7. - V.A. Musetto, New York Post - 8. - Premiere - 8. - Nathan Rabin, The A.V. Club - 9. - Elizabeth Weitzman, New York Daily News - 9. - Josh Rosenblatt, The Austin Chronicle - 10. - Dana Stevens, Slate - 10. - Joe Morgenstern, The Wall Street Journal - 10. - Joe Neumaier, New York Daily News |

## Nagrade i nominacije
- Pobjede
  - BAFTA za najboljeg glumca (Mickey Rourke)
  - Nagrada Independent Spirit za najbolji film (Scott Franklin, Darren Aronofsky)
  - Nagrada Independent Spirit za najboljeg glavnog glumca (Mickey Rourke)
  - Nagrada Independent Spirit za najbolju fotografiju (Maryse Alberti)
  - Zlatni lav
  - Zlatni globus za najboljeg glumca – drama (Mickey Rourke)
  - Zlatni globus za najbolju originalnu pjesmu - film ("The Wrestler", skladatelj i izvođač Bruce Springsteen)

- Nominacije
  - BAFTA za najbolju sporednu glumicu (Marisa Tomei)
  - Nagrada Ceha američkih glumaca za najboljeg glumca (Mickey Rourke)
  - Nagrada Ceha američkih scenarista za najbolji originalni scenarij (Robert E. Siegel)
  - Oscar za najboljeg glavnog glumca (Mickey Rourke)
  - Oscar za najbolju sporednu glumicu (Marisa Tomei)
  - Zlatni globus za najbolju sporednu glumicu (Marisa Tomei)

Film je osvojio Zlatnog lava nakon svoje premijere na Venecijanskom filmskom festivalu. Nomimiran je za tri Zlatna globusa 2008., uključujući Zlatni globus za najboljeg glumca u drami, kojeg je osvojio Mickey Rourke. Hrvač je bio i nominiran za Zlatni globus za najbolju sporednu glumicu (Marisa Tomei), a osvojio je nagradu za najbolju originalnu pjesmu ("The Wrestler" Brucea Springsteena. Film je nominiran i za dva Oscara: za najboljeg glumca za Mickeyja Rourkea i najbolju sporednu glumicu za Marisu Tomei.

## Vanjske poveznice
- Službena stranica
- Hrvač u internetskoj bazi filmova IMDb-a
- "The Wrestler" (pjesma) - Stihovi i detaljni podaci o naslovnoj pjesmi